# SpamCop
SpamCop est un service gratuit d'information et de lutte contre le spam fourni par Cisco. Il permet aussi aux utilisateurs enregistrés de soumettre un spam avec l'en-tête complet pour l'analyser, retrouver l'adresse et/ou le nom de domaine de l'origine du message, en vue de signaler ce message au service abuse du domaine concerné. SpamCop propose aussi de conserver une trace du spam à des fins de statistiques. D'après Cnet France, SpamCop est plus efficace que SpamKiller pour la détection de spam.
L'efficacité est cependant relative étant donné la vitesse d'évolution des sources de spam. SpamCop est toutefois un des services de lutte contre le spam les plus populaires dans le monde.

## Historique
SpamCop a été créé en 1998 par Julian Haight, un ingénieur basé à Seattle. SpamCop a été racheté en 2003 par IronPort Systems,. Au milieu de l'année 2003, SpamCop a été la cible d'une importante attaque en deni de service.
En 2007, IronPort est devenu une division de Cisco, et SpamCop est ainsi devenu un service de Cisco Systems.
En 2011, SpamCop a mis sur liste noire les serveurs de messagerie de Yahoo!, bloquant à cette occasion des messages légitimes.

## Analyse d'en-tête
Le principal problème du spam est que l'adresse électronique de l'émetteur peut être contrefaite, et en pratique elle est toujours fausse, fantaisiste ou usurpée. Il faut en effet savoir que presque tous les champs de l'en-tête d'un message peuvent être modifiés par programme. Cependant SpamCop peut normalement retrouver dans l'en-tête du message l'adresse IP du serveur de messagerie qui est à l'origine du spam et en déduire l'adresse de l'administrateur du réseau concerné. La difficulté est que le message a pu transiter par de multiples serveurs intermédiaires (appelés relais de messagerie) qui ajoutent chacun leur propre en-tête, sous la forme "Received: form xyz.xyz.net(111.111.111.111)(serveur1)". L'adresse du serveur qui a émis réellement le spam est théoriquement le premier de la chaine (à condition qu'elle provienne d'un domaine différent du serveur de messagerie lui-même, dans ce cas il faut prendre l'adresse suivante). C'est la seule adresse qui n'est que difficilement falsifiable et qu'il convient de retenir comme source probable de spam. Ensuite pour retrouver le nom des propriétaires des machines correspondant à cette adresse, SpamCop consulte la base de données qui donne la correspondance entre l'adresse IP et le nom de domaine, en utilisant l'outil whois sur les différentes bases (RIPE-NCC en Europe par exemple) et signale le spam à l'adresse abuse des domaines incriminés.

## Critiques
Le filtrage automatisé de SpamCop est très loin d'être parfait. Des adresses électroniques, non utilisées pour l'envoi de spam, peuvent être bloquées par erreur. Pour contourner le problème l'expéditeur lésé peut installer un logiciel qui utilisera un serveur proxy. Ce serveur proxy attribuera une adresse IP totalement différente. Ce qui bloquera l'action de SpamCop. Mais ce n'est qu'une solution de dépannage.
À noter qu'il semble difficile pour le possesseur d'une adresse mise sur liste noire de contacter directement SpamCop par mail.